# Ajzyk Samberg

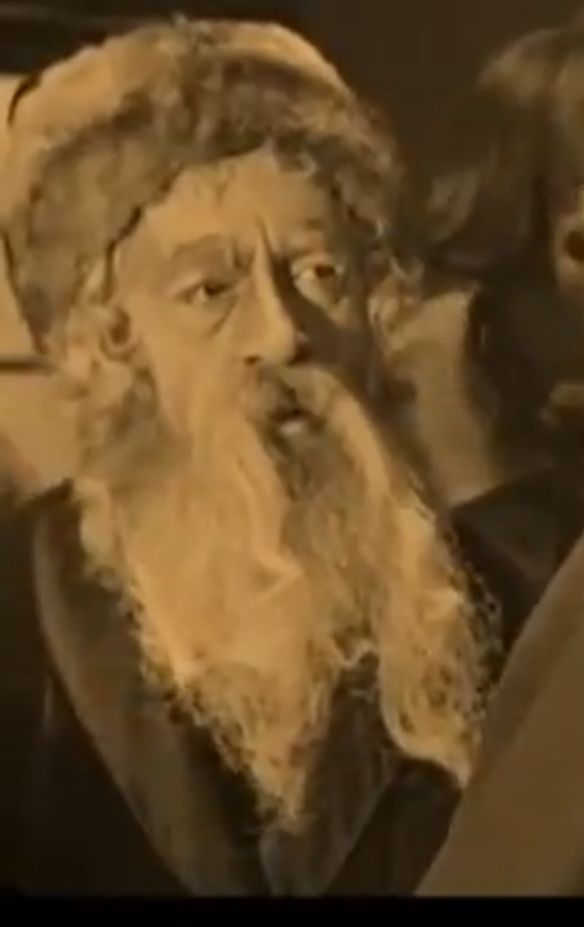
Smaberg als der Jude Jankiel im Film "Pan Tadeusz", 1928

Ajzyk Samberg (* 22. Februar 1889 in Warschau; † 4. November 1943 im Lager Poniatowa) war ein polnischer Schauspieler und Regisseur jüdischer Herkunft.

## Leben
Ajzyk Samberg wurde als Ajzyk (Isaac) Samborek geboren. Ab 1907 spielte er im jiddischen Theater von Abraham Kamiński in Warschau. Seit 1913 spielte er auch in einigen von dessen Stummfilmen mit.
1920 wurde er kurzzeitig interniert. Danach spielte er bei der Wilnaer Truppe, später im polnischen Teatr Nowości und Teatr Ludowy, sowie dem jiddischen Theater von Esther Kamińska in Warschau.
Er war oft zu Gastauftritten in jüdischen Theatern in Argentinien, Brasilien, Uruguay und den Vereinigten Staaten.
Auch im Warschauer Ghetto spielte er in verschiedenen Theatern. Samberg war mit der Schauspielerin Helena Gotlib verheiratet. 
Er wurde 1943 im Rahmen der massenmörderischen Aktion Erntefest der Nationalsozialisten im Lager Poniatowa ermordet. Auch in diesem Lager spielte er gelegentlich noch am Abend nach der Zwangsarbeit für die anderen Lagerinsassen.

## Filmografie
- 1913: Hertsele meyukhes (polnisch Fatalna klątwa)
- 1913: Zayn vaybs man (polnisch Bigamistka)
- 1916: Zayn vaybs man (polnisch Małżeństwo na rozdrożu)
- 1928: Pan Tadeusz
- 1936: Al Khet
- 1937: Der Purimszpiler (polnisch Błazen purymowy)
- 1937: Der Dybbuk (Der Dibuk)